# Freeman Freeman-Thomas, 1. Marquess of Willingdon

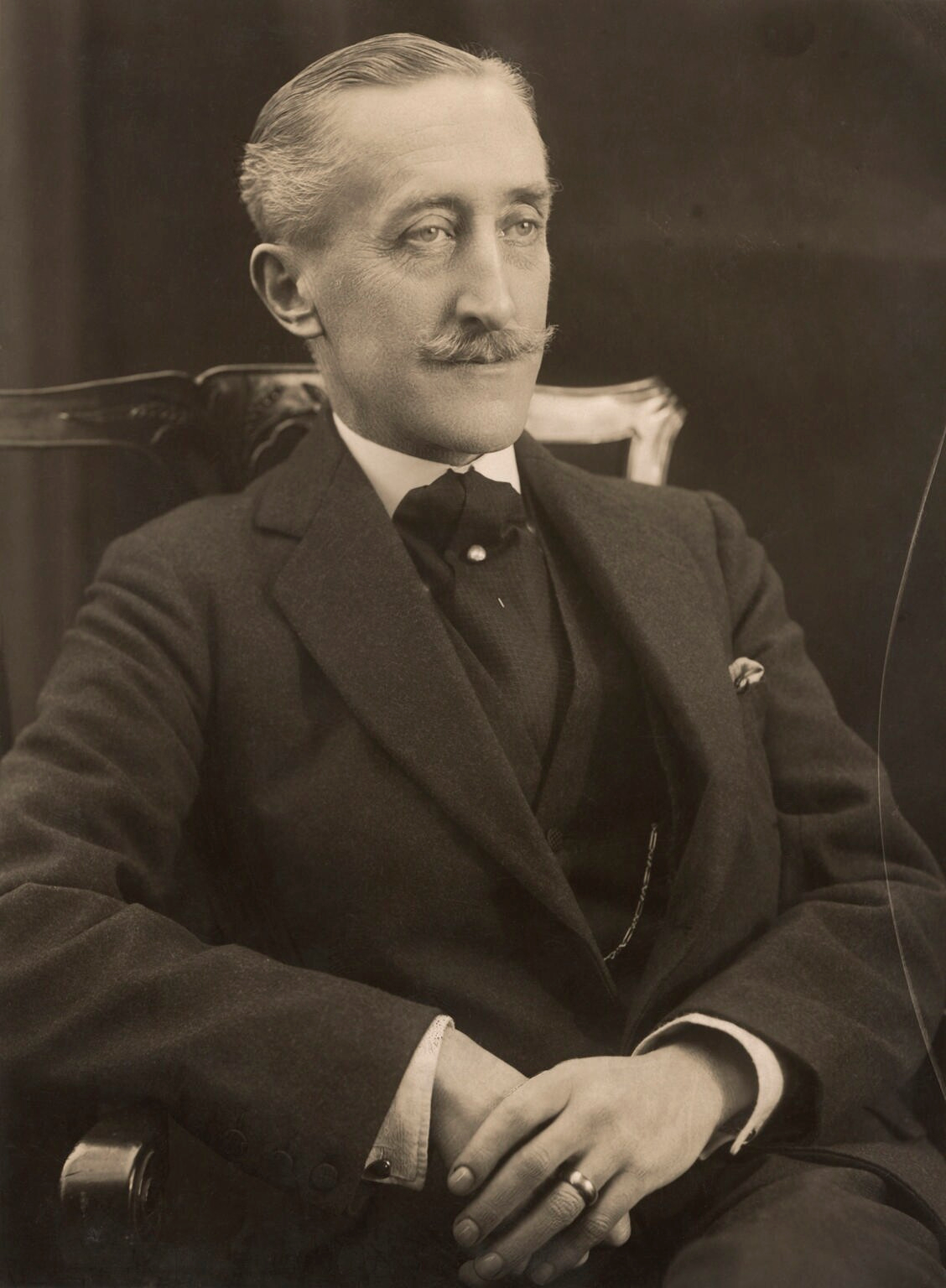
Freeman Freeman-Thomas, 1. Baron Willingdon (1915)

Freeman Freeman-Thomas, 1. Marquess of Willingdon, GCSI, GCMG, GCIE, GBE, PC, KStJ (Geburtsname: Freeman Thomas; * 12. September 1866; † 12. August 1941) war ein britischer Politiker der Liberal Party, der unter anderem zwischen 1900 und 1910 Mitglied des Unterhauses (House of Commons) war. Nach seinem Ausscheiden aus dem Unterhaus wurde er 1910 als Baron Willingdon in den Erbadel (Hereditary Peerage) der Peerage of the United Kingdom erhoben. Er war ferner von 1913 bis 1918 Gouverneur von Bombay sowie zwischen 1919 und 1924 Gouverneur von Madras.
1924 wurde er zum Viscount Willingdon erhoben und fungierte von 1926 bis 1930 Generalgouverneur Kanadas. Anschließend wurde er 1931 zum Earl of Willingdon und Viscount Ratendone erhoben. Zuletzt bekleidete er zwischen 1931 und 1936 das Amt des Generalgouverneurs und Vizekönigs von Indien und wurde schließlich auch 1936 zum Marquess of Willingdon erhoben.

## Leben

### Familiäre Herkunft und Unterhausabgeordneter
Freeman Thomas war das jüngste Kind und einzige Sohn von Freeman Frederick Thomas und dessen Ehefrau Mabel Brand, einer Tochter von Henry Brand, der zwischen 1872 und 1884 Sprecher des Unterhauses war und 1884 als Viscount Hampden, Viscount Hampden, of Glynde in the County of Sussex in den Adelsstand erhoben wurde. Als er zwei Jahre alt war, wurde er durch den Tod seines Vaters Halbwaise. Nach dem Besuch des renommierten Eton College absolvierte er ein Studium an der University of Cambridge und diente anschließend bis 1897 als Offizier in der Sussex Artillery. Durch eine Königliche Genehmigung (Royal Licence) nahm er 1892 den Namen Freeman-Thomas an und heiratete am 20. Juli 1892 Lady Marie Adelaide Brassey, eine Tochter von Thomas Brassey, 1. Baron Brassey, der 1865 sowie 1868 bis 1886 Mitglied des Unterhauses war und nach seiner Erhebung zum Baron Brassey Mitglied des Oberhauses (House of Lords) wurde. Freeman-Thomas diente zwischen 1897 und 1900 als Aide-de-camp seines Schwiegervaters Baron Brassey, der von 1895 bis 1900 Gouverneur von Victoria war.
Nach seiner Rückkehr wurde Freeman-Thomas als Kandidat der Liberal Party am 1. Oktober 1900 erstmals zum Mitglied des Unterhauses (House of Commons) gewählt und vertrat dort zunächst bis zum 12. Januar 1906 den Wahlkreis Hastings. Während dieser Zeit war er während der Amtszeit von Premierminister Henry Campbell-Bannerman zwischen 1905 und 1906 im Schatzamt als Junior Lord of the Treasury tätig. Nachdem er nach seiner Wahlniederlage gegen Harvey du Cros von der Conservative Party am 12. Januar 1906 zunächst aus dem Unterhaus ausscheiden musste, wurde er am 24. Juli 1906 bei einer Nachwahl im Wahlkreis Bodmin wieder zum Mitglied des Unterhauses gewählt und konnte sich bei dieser Nachwahl mit 4.969 Stimmen (56,2 Prozent) gegen seinen Gegenkandidaten der Liberalen Unionisten George John Sandys durchsetzen, auf den 3.876 Wählerstimmen (43,8 Prozent) entfielen. Im Januar 1910 verzichtete er auf eine erneute Kandidatur und schied aus dem Unterhaus aus.

### Oberhausmitglied sowie Gouverneur von Bombay und Madras
Knapp sechs Monate nach seinem Ausscheiden aus dem Unterhaus wurde Freeman-Thomas am 20. Juli 1910 als Baron Willingdon, of Ratton in the County of Sussex in den Erbadel (Hereditary Peerage) der Peerage of the United Kingdom erhoben und gehörte damit bis zu seinem Tode dem Oberhaus (House of Lords) als Mitglied an. Zu Beginn seiner Oberhauszugehörigkeit fungierte er zwischen 1911 und 1913 als Lord-in-Waiting und damit als Whip der Fraktion der Liberal Party. 
Im Anschluss wurde er am 17. Februar 1913 Nachfolger von George Sydenham Clarke, 1. Baron Sydenham of Combe als Gouverneur von Bombay und übte dieses Amt bis zu seiner Ablösung durch George Lloyd am 16. Dezember 1918 aus. Während dieser Zeit wurde er 1913 zum Knight Grand Commander des Order of the Indian Empire (GCIE), 1917 zum Knight Grand Cross des Order of the British Empire (GBE) sowie 1918 zum Knight Grand Commander des Order of the Star of India (GCSI) geschlagen. Im Anschluss wurde er am 10. April 1919 Nachfolger von Alexander Cardew Gouverneur von Madras und bekleidete diesen Posten bis zu seiner Ablösung durch George Goschen, 2. Viscount Goschen am 12. April 1924. Im Anschluss wurde ihm am 23. Juni 1924 der erbliche Adelstitel Viscount Willingdon, of Ratton in the County of Sussex verliehen.

### Generalgouverneur von Kanada und Vizekönig von Indien

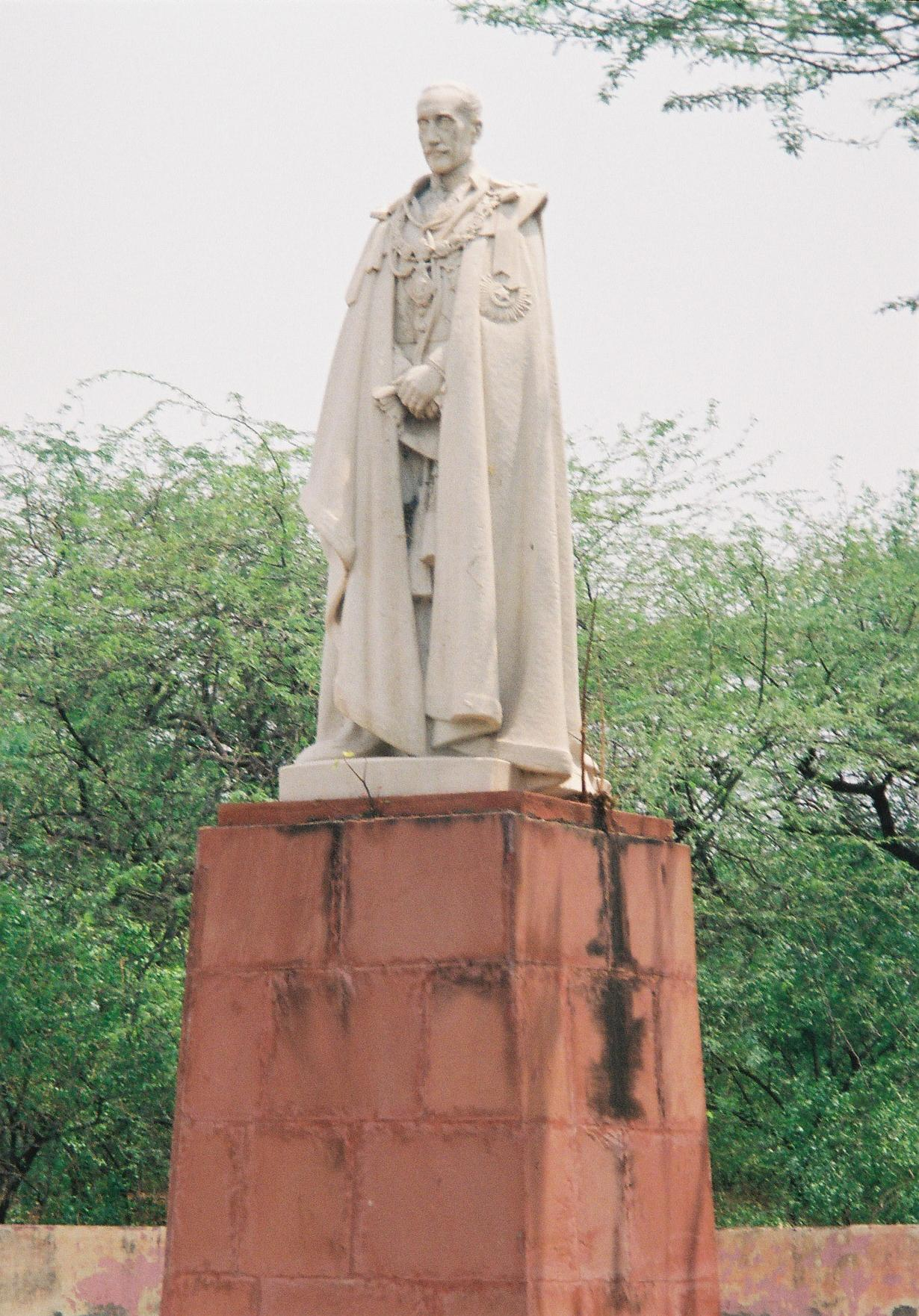
Statue des Earl of Willingdon als Vizekönig von Indien im Coronation Park von Neu-Delhi

Als Nachfolger von Julian Byng, 1. Baron Byng of Vimy wurde Viscount Willingdon am 5. August 1926 Generalgouverneur Kanadas und übte dieses Amt als Vertreter des britischen Monarchen bis zum 4. April 1931 aus, woraufhin er durch Vere Ponsonby, 9. Earl of Bessborough abgelöst wurde. Als Generalgouverneur war er zugleich Oberkommandierender des Dominion Kanada und erhielt 1927 die kanadische Ehrenbürgerwürde (Freedom of Canada). 1931 er ferner zum Knight Grand Cross des Order of St. Michael and St. George (GCMG) und zudem zum Mitglied des Privy Council (PC) ernannt. Darüber hinaus wurde er am 20. Februar 1931 zum Earl of Willingdon und Viscount Ratendone, of Willingdon in the County of Sussex erhoben. 
Am 18. April 1931 wurde der Earl of Willingdon als Nachfolger von Edward Wood, 1. Baron Irwin schließlich zum Generalgouverneur und Vizekönig von Indien ernannt. In dieser Funktion verblieb er genau fünf Jahre lang bis zum 18. April 1936 und wurde dann durch Victor Hope, 2. Marquess of Linlithgow abgelöst. Nach seiner Rückkehr nach Großbritannien wurde er am 26. Mai 1936 zum Marquess of Willingdon erhoben.
Der Marquess of Willingdon, der auch Knight of Justice des Order of Saint John (KStJ) war, wurde 1936 auch Ehrenbürger von Edinburgh (Freedom of Edinburgh). Zuletzt bekleidete er zwischen 1936 und seinem Tode 1941 die Funktion als Lord Warden of the Cinque Ports und den damit verbundenen Titel des Constable of Dover Castle. Ferner war er Kanzler des Order of St Michael and St George.

### Ehe und Nachkommen
Aus seiner am 20. Juli 1892 geschlossenen und bis zu seinem Tode bestehenden Ehe mit Lady Marie Adelaide Brassey gingen zwei Söhne hervor. Der ältere Sohn Gerard Frederick Freeman-Thomas fiel als Leutnant am 14. September 1914 im Ersten Weltkrieg. Der zweite Sohn Inigo Brassey Freeman-Thomas erbte nach dem Tode seines Vaters den Titel als 2. Marquess of Willingdon sowie die nachgeordneten Titel.